# Musa al-Hula
Musa al-Hula (arab. موسى الحوله) – miejscowość w Syrii, w muhafazie Hama. W 2004 roku liczyła 1781 mieszkańców.